# Визент (приток Регница)
 Визент (нем.  Wiesent ) — река в Германии, протекает по Франконской Швейцарии (земля Бавария), правый приток Регница. Речной индекс 2426. Общая длина реки 78,78 км. Площадь бассейна составляет 1040,61 км². Высота истока 446 м. Высота устья 255 м.